# Юэн, Херберт Лестранж
Херберт Лестранж Юэн (англ. Herbert L’Estrange Ewen, 1876—1912) — британский филателистический дилер и филателист, проживавший в Свонидже (Дорсет), позднее — в Норвуде (Лондон), признанный эксперт по железнодорожным маркам. Умер в возрасте 36 лет.

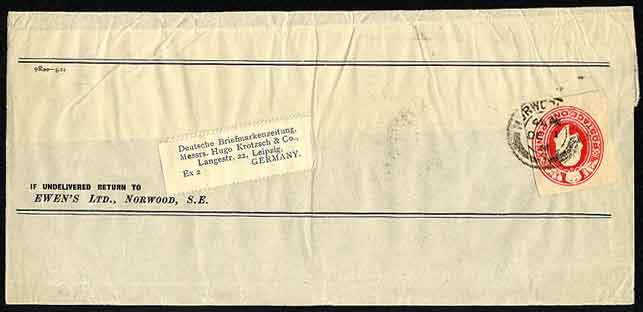
Бандероль, отправленная в 1911 году в адрес издания «Deutsche Briefmarken-Zeitung» (Лейпциг) из филателистической фирмы Ewen’s Ltd в Верхний Норвуд (Лондон), владельцем которой был Х. Л. Юэн. На оболочке бандероли наклеен напечатанный знак почтовой оплаты, Вырезка (знак почтовой оплаты) из другой цельной вещи

## Вклад в филателию
Юэн издавал филателистический журнал «Инглиш Спешиалистс Джорнэл» (English Specialists' Journal), выходивший ежемесячно с 1895 года по 1897 год, а с 1899 года — другое ежемесячное издание «Юэнз Уикли Стэмп Ньюс» (Ewen’s Weekly Stamp News).
По словам Брайана Бёрча (Brian Birch), Юэн коллекционировал почтовые марки начиная с десятилетнего возраста, а в 13 лет учредил собственную фирму, компанию «Х. Лестранж Юэн» (H. L’Estrange Ewen Company).
В 1949 году собранная Хербертом Юэном коллекция железнодорожных марок для писем за период с 1891 по 1912 год, которая включала марочные листы, пробы и конверты и была оценена в 10 тысяч фунтов стерлингов, была подарена Британскому музею его сестрой миссис Клемент Уильямс и ныне находится в Филателистических коллекциях Британской библиотеки.

## Избранные труды

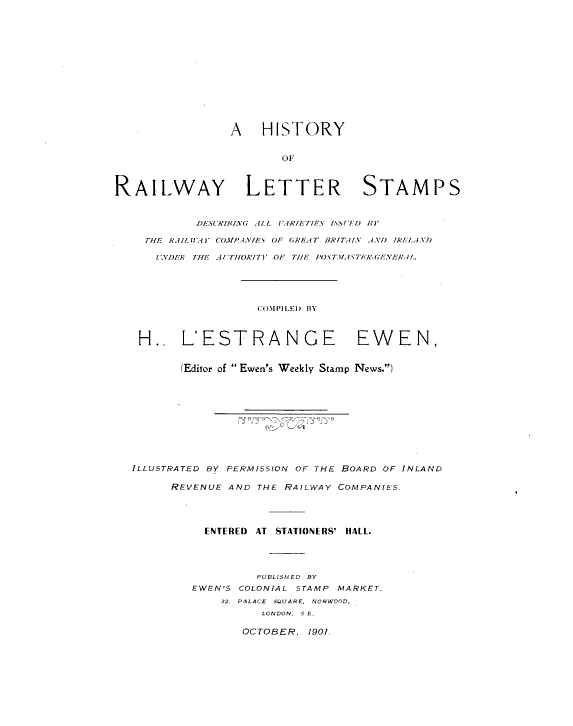
Титульный лист книги Х. Л. Юэна «История железнодорожных марок для писем» (1901)

Х. Л. Юэн опубликовал целый ряд каталогов и других филателистических работ, в том числе:
- Standard Catalogue of British Stamps and Postmarks. — 1st edn. — 1893. (англ.) [«Стандартный каталог британских почтовых марок и штемпелей».]
- A Complete Priced Catalogue of the Postal and Telegraph Adhesives of Great Britain (в соавторстве с Walter Morley[англ.] и Harry Hilckes). — London: Hilckes, Kirkpatrick & Co., c1894. (англ.) [«Полный каталог наклеиваемых почтовых и телеграфных марок Великобритании, с указанием цен на них».]
- The Postage and Telegraph Stamps of the United Kingdom, with Supplement for Varieties of Postmarks. — London: Ewen’s Colonial Stamp Market, 1896. (англ.) [«Почтовые и телеграфные марки Великобритании, с дополнением о разновидностях почтовых штемпелей».] (Дата обращения: 29 мая 2011)
- Standard Priced Catalogue of the Postage and Telegraph Stamps, Postmarks and Obliterations of the United Kingdom. — London: Ewen’s Colonial Stamp Market, 1896. (англ.) [«Стандартный каталог почтовых и телеграфных марок, почтовых штемпелей и гашений Великобритании, с указанием цен на них и дополнением о разновидностях почтовых штемпелей».] (Дата обращения: 30 мая 2011)
- Standard Priced Catalogue of the Stamps and Postmarks of the United Kingdom. — 1898. (англ.) [«Стандартный каталог почтовых марок и штемпелей Великобритании, с указанием цен на них».]
- Reference List of Railway Letter Post Stamps. — 1901. (англ.) [«Справочный список почтовых железнодорожных марок для писем».]
- A History of Railway Letter Stamps; Describing All Varieties Issued by the Railway Companies of Great Britain and Ireland Under the Authority of the Postmaster-General[англ.]. — London: Ewen’s Colonial Stamp Market, 1901. — 431 p. (англ.) [«История железнодорожных марок для писем, с описанием всех разновидностей, выпущенных железнодорожными компаниями Великобритании и Ирландии с разрешения генерального почтмейстера».] (Дата обращения: 29 мая 2011) Репринтные издания:
  - Nabu Press, 2010. — 446 p. (недоступная ссылка) — ISBN 1-176-45449-8. (Дата обращения: 29 мая 2011)
  - General Books, 2010. — 196 p. (недоступная ссылка) — ISBN 1-152-22194-9. (Дата обращения: 29 мая 2011)
- Priced Catalogue of Railway Letter Stamps. — 1903. (англ.) [«Каталог железнодорожных марок для писем, с указанием цен на них».]
- Priced Catalogue of the Unadhesive Postage Stamps of the United Kingdom (1840—1905). — London: Ewen’s Colonial Stamp Market, 1905. — 86 p. (англ.) [«Каталог почтовых марок Великобритании без клеевого слоя[6], с указанием цен на них (1840—1905)».] (Дата обращения: 29 мая 2011)
- Railway Letter Stamps of the United Kingdom, Issued from Feb. 1st, 1891, to Nov. 1905. — 3rd edn. — London: Ewen’s Colonial Stamp Market, 1905. — 96 p. (англ.) [«Железнодорожные марки для писем Великобритании, изданные с 1 февраля 1891 по ноябрь 1905 года».] (Дата обращения: 29 мая 2011)
- Railway Newspaper and Parcel Stamps of the United Kingdom. — London: Ewen’s Colonial Stamp Market Ltd., 1906. [Репринт: Tim Clutterbuck & Co., 1983.) (англ.) («Железнодорожные газетные и посылочные марки Великобритании».]